# Fort de Mons (métro de Lille)
Cet article concerne la station de métro. Pour le fort, voir fort de Mons.
La station Fort de Mons est une station de la ligne 2 du métro de Lille, située à Mons-en-Barœul, dans le quartier du Nouveau Mons. Inaugurée le 18 mars 1995, la station permet de desservir à la fois Mons-en-Barœul et Villeneuve-d'Ascq.

## Situation

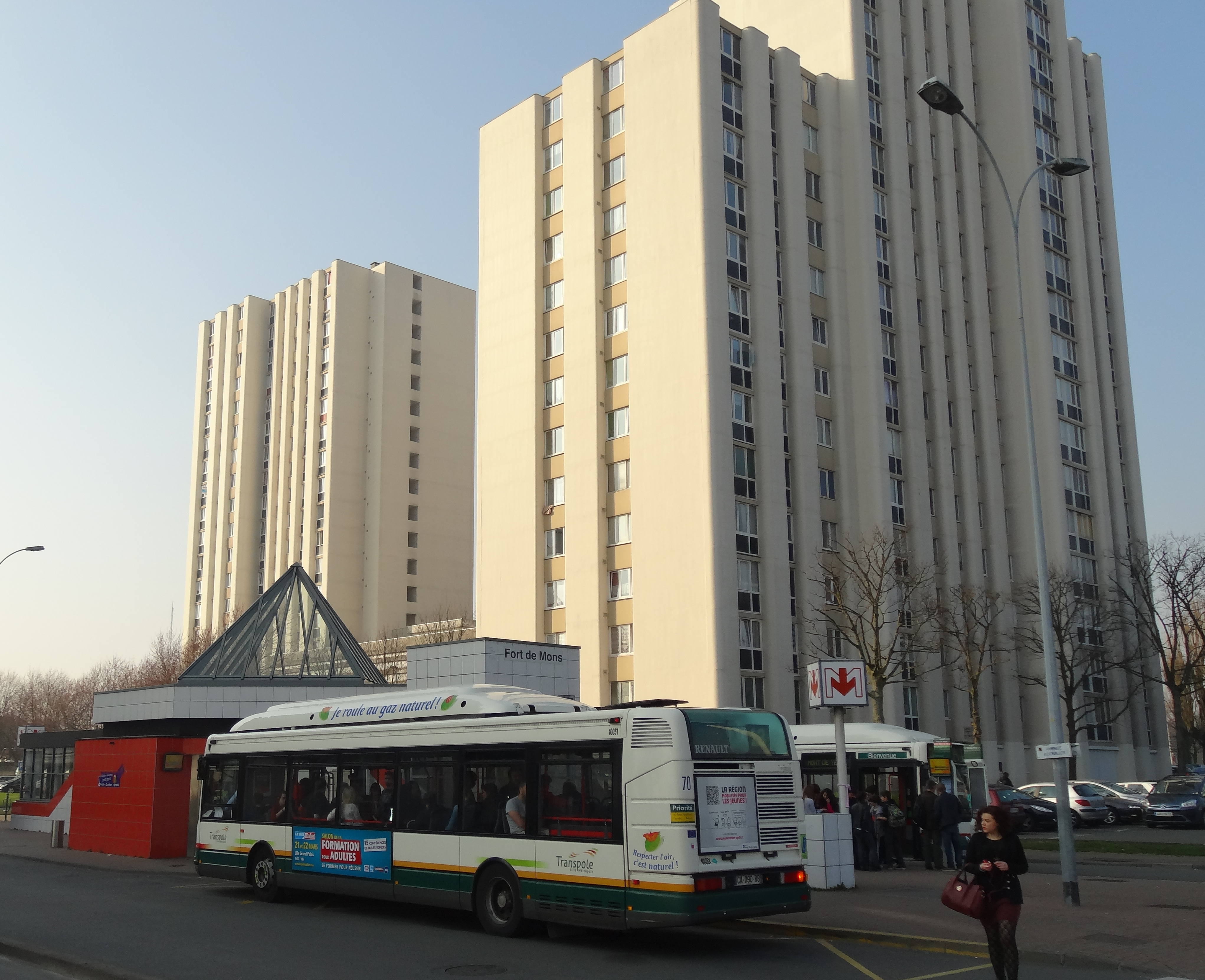
La station dans son environnement.

La station se situe en bout de l'avenue du Chancelier-Adenauer, à Mons-en-Barœul, à la frontière avec Villeneuve-d'Ascq.
Elle est située sur la ligne 2 entre les stations Mairie de Mons et Les Prés - Edgard-Pisani, respectivement à Mons-en-Barœul et à Villeneuve-d'Ascq. Cette station était l'un des trois terminus partiels de la ligne 2. En heure de pointe, une rame sur deux en direction de CH Dron y faisaient leur terminus jusqu'en septembre 2008. Les rames stoppant à cette station repartaient soit dans l'autre sens, soit au garage souterrain Mac-Donald situé entre les stations Fort de Mons et Les Prés - Edgard-Pisani. En 2010, les rames faisant leur terminus à Fort de Mons ne concernent principalement que les cinq dernières rames de fin de service. Néanmoins, quelques rames en heures creuses peuvent toujours y faire leur terminus.

## Histoire
Tout comme les deux autres stations de Mons-en-Barœul, et Saint-Maurice Pellevoisin, la station est inaugurée le 18 mars 1995.
Elle doit son nom au fort de Mons, qu'elle dessert.

## Service aux voyageurs

### Accueil et accès
Station bâtie sur deux niveaux, bénéficiant d'un seul accès :
- niveau de surface : entrée, accès ascenseur, vente et compostage des billets
- niveau -1 : voies opposées et quai central

### Intermodalité
La station est desservie par les lignes de bus L6, C9, et 13.

## À proximité
- La maison folie Fort de Mons
- Tour hertzienne de Villeneuve-d'Ascq